# Brett Ratner

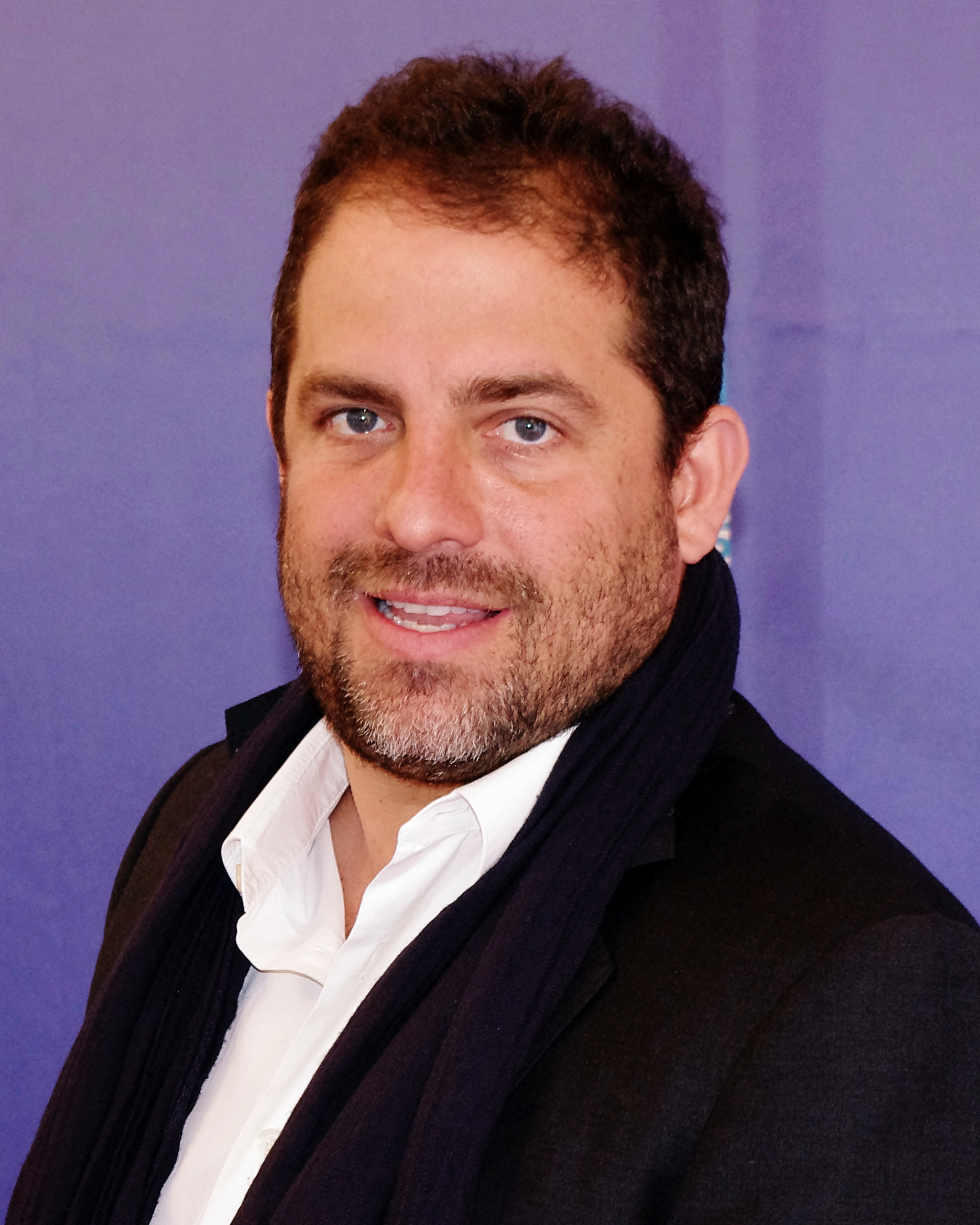
Brett Ratner (2012)

Brett Ratner (* 28. März 1969 in Miami Beach, Florida) ist ein US-amerikanischer Filmregisseur und Filmproduzent.

## Werdegang
Brett Ratner wuchs in Miami Beach als einziges Kind einer gut situierten und bekannten jüdischen Familie auf.
Im Mai 2011 gab er in einem 20-Fragen-Interview an, dass er Al Malnik als seinen eigentlichen Vater ansehe und er sich dessen Familie zugehörig fühle.
Er besuchte die Miami Beach Senior High School und wurde 1986 Präsident des dortigen „Leo Clubs“. Außerdem war er Mitglied der Bruderschaft „Royal Palm“. Nach seinem High-School-Abschluss besuchte er die Filmschule der New York University. Er war viele Jahre mit Rebecca Gayheart liiert und später mit der Tennisspielerin Serena Williams, von der er sich inzwischen getrennt hat. Er lebt in Beverly Hills.
Mit Money Talks – Geld stinkt nicht aus dem Jahr 1997 gab er sein Spielfilmdebüt als Regisseur. Weitere Filme folgten, insbesondere aus dem Bereich der Komödie. Seit Ende der 1990er Jahre ist er auch als Film- und Fernsehproduzent aktiv. 2005 führte er Regie beim Pilotfilm von Prison Break und war auch einer der Produzenten der Serie.

## Kontroversen
Ratner war als Produzent für die Oscarverleihung 2012 vorgesehen. Allerdings veranlassten homophobe und sexistische Äußerungen Ratners im Rahmen einer Promo-Tour Tom Sherak dazu, Ratner als Produzenten auszuschließen.
Im November 2017 beschuldigten sieben Schauspielerinnen, darunter Olivia Munn und Natasha Henstridge, Ratner der sexuellen Nötigung und Belästigung. Im Anschluss daran beendete Warner Bros alle Arbeiten mit ihm.

## Filmografie (Auswahl)

### Regisseur
Spielfilme
- 1990: Whatever Happened to Mason Reese (Kurzfilm)
- 1997: Money Talks – Geld stinkt nicht (Money Talks)
- 1998: Rush Hour
- 2000: Family Man (The Family Man)
- 2001: Rush Hour 2
- 2002: Roter Drache (Red Dragon)
- 2004: After the Sunset
- 2006: X-Men: Der letzte Widerstand (X-Men: The Last Stand)
- 2007: Rush Hour 3
- 2010: New York, I Love You
- 2011: Aushilfsgangster (Tower Heist)
- 2013: Movie 43
- 2014: Hercules

Musikvideos
- 1999: Madonna: „Beautiful Stranger“
- 1999: Mariah Carey: „I Still Believe“, „Heartbreaker“
- 2000: Mariah Carey: „Thank God I Found You“, „Against All Odds“
- 2005: Mariah Carey: „It´s Like That“, „We Belong Together“
- 2008: Mariah Carey: „Touch My Body“

### Produzent
- 2001: Die doppelte Nummer (Double Take)
- 2006: Running Scared
- 2007: Code Name: The Cleaner
- 2008: 21
- 2011: Kill the Boss (Horrible Bosses)
- 2012: Spieglein Spieglein – Die wirklich wahre Geschichte von Schneewittchen (Mirror Mirror)
- 2014: Kill the Boss 2 (Horrible Bosses 2)
- 2014: Electric Boogaloo (Electric Boogaloo: The Wild, Untold Story of Cannon Films, Dokumentarfilm)
- 2015: Chuck Norris und der Kommunismus (Chuck Norris vs. Communism, Dokumentarfilm)
- 2015: Secret Agency – Barely Lethal (Barely Lethal)
- 2015: I Saw the Light
- 2015: Der Moment der Wahrheit (Truth)
- 2015: S Is for Stanley (Dokumentarfilm)
- 2016: Before the Flood (Dokumentarfilm)
- 2016: Regeln spielen keine Rolle (Rules Don’t Apply)
- 2016: Dark Crimes

### Executive Producer
- 2005–2007: Prison Break (Fernsehserie)
- 2007: Helmut by June
- 2010: Skyline